# Tân Quang, Sông Công
Tân Quang là một xã thuộc thành phố Sông Công, tỉnh Thái Nguyên, Việt Nam.

## Địa lý
Xã Tân Quang nằm ở phía bắc thành phố Sông Công, cách trung tâm thành phố 10 km, có vị trí địa lý:
- Phía đông giáp phường Lương Sơn
- Phía tây giáp xã Bá Xuyên
- Phía nam giáp phường Bách Quang
- Phía bắc giáp thành phố Thái Nguyên.

Xã Tân Quang có diện tích 10,40 km², dân số năm 2022 là 5.290 người, mật độ dân số đạt 508 người/km².

## Hành chính
Xã Tân Quang được chia thành 11 xóm.

## Lịch sử
Sau năm 1975, Tân Quang là một xã thuộc huyện Đồng Hỷ.
Ngày 2 tháng 4 năm 1985, Hội đồng Bộ trưởng ban hành Quyết định số 102-HĐBT về việc sáp nhập xã Tân Quang thuộc huyện Đồng Hỷ vào huyện Phổ Yên quản lý.
Ngày 11 tháng 4 năm 1985, Hội đồng Bộ trưởng ban hành Quyết định số 113-HĐBT về việc sáp nhập xã Tân Quang thuộc Phổ Yên vào thị xã Sông Công mới thành lập quản lý.
Ngày 13 tháng 1 năm 2011, Chính phủ ban hành Nghị quyết số 05/NQ-CP về việc thành lập phường Bách Quang trên cơ sở điều chỉnh 852,5 ha diện tích tự nhiên và 9.260 người của xã Tân Quang.
Xã Tân Quang còn lại 1.106,5 ha diện tích tự nhiên và 4.674 người.
Ngày 15 tháng 5 năm 2015, Ủy ban Thường vụ Quốc hội ban hành Nghị quyết số 932/NQ-UBTVQH13 về việc thành lập thành phố Sông Công thuộc tỉnh Thái Nguyên. Xã Tân Quang thuộc thành phố Sông Công.
Đến năm 2019, xã Tân Quang được chia thành 12 xóm.
Ngày 11 tháng 12 năm 2019, HĐND tỉnh Thái Nguyên ban hành Nghị quyết số 79/NQ-HĐND về việc thành lập Xóm Mới trên cơ sở xóm La Doan và xóm Làng Vai.
Xã Tân Quang có 11 xóm như hiện nay.

## Kinh tế - xã hội
Trên địa bàn xã Tân Quang có chợ Tân Thành, có 1 trường Mầm non và 1 phân hiệu trường Tiểu học.